# Bánki Zsolt
Bánki Zsolt (Budapest, 1964. július 23. –) informatikus könyvtáros, muzeológus, magyar nyelv és irodalom szakos tanár.

## Tanulmányai
Középiskolai tanulmányait szülővárosában végezte. 1984–1988 között Szombathelyen, a Berzsenyi Dániel Tanárképző Főiskolán szerzett könyvtáros és magyar nyelv és irodalom szakos tanári diplomát.
1996–2000 között Budapesten a Pázmány Péter Katolikus Egyetem hallgatója, itt hittanári abszolutóriumot, majd 2002-ben a budapesti Eötvös Loránd Tudományegyetemen könyvtár-informatikus diplomát szerzett.

## Pályafutása
1988–1991-ben az Országos Idegennyelvű Könyvtár munkatársa Budapesten, 1991–1992 között a budapesti Magyar Ferences Könyvtár és Levéltárban dolgozik.
1993–1999 között  a budapesti Országos Széchényi Könyvtár Kortörténeti különgyűjteményének munkatársa, majd  1999–2006-ig ugyanitt az Informatikai Igazgatóságon könyvtári szakinformatikus (rendszerkönyvtáros), tanácsos. Szakterülete az adatbázisrendszerekkel összefüggő metaadat-konverzió, információ formai és tartalmi feltárása, bibliográfiai feldolgozás. Speciális szakterülete a természetes nyelvi információkereső rendszerek fejlesztése, speciális dokumentumok számítógépes feldolgozásának szabályozása, tartalmi feltárásuk kidolgozása. A Szabad Európa Rádió anyaga számítógépes feldolgozásának tervezője. A NEKTÁR Alkalmazói Tanács titkára (2000–2002), majd elnöke (2003–2005). Az OSZK Tezaurusz/KÖZTAURUSZ – Amicus konverziós projektvezetője (2003). Az Országos Széchényi Könyvtár Digitalizációs Bizottságának tagja (2004–2006).  A Magyar Nyelv Terminológiai Tanácsának tagja (2005-).
A 2000-es évek első felében, Ungváry Rudolffal és más közgyűjteményi szakemberekkel együtt tagja volt a KSZ/5 – Földrajzi nevek, mint adatbázisrekordok tárgyi hozzáférési pontjai című könyvtári szabályzatot kidolgozó szakbizottságnak.
2006-ban a budapesti Petőfi Irodalmi Múzeum informatikai vezetője lett, ahol feladata volt a PIM informatikai fejlesztési koncepciójának kidolgozása.  2007–2010-ig a Petőfi Irodalmi Múzeum Könyvtár és Médiatárának főosztályvezetője.  A Pulszky Társaság (2007-) és a Múzeumi Digitalizációs Bizottság tagja (2008-). 2010–2018-ig a Petőfi Irodalmi Múzeum  Könyvtár és Informatikai Főosztályának vezetője, majd ugyanitt a Könyvtár és Digitális Tartalomszolgáltató Főosztály vezetője. Az EMMI és a KIFÜ felkérésére részt vett a Közgyűjteményi Digitalizálási Stratégia kidolgozásában és megvalósítási folyamatában.
Az Európai Uniós Európai Bizottság Versenyképességi és Innovációs Keretprogramjában (CIP) megvalósuló Europeana Common Culture projekt vezetője a Petőfi Irodalmi Múzeumban.
2019-ben Kómár Éva és Bánki Zsolt szerkesztésében, valamint társszerzőségével jelent meg a Fehér Könyv – Módszertani útmutató a közgyűjteményi kulturális örökség digitalizálásához és közzétételéhez című segédanyag.
2020-2021-ben a PIM újonnan létrehozott Digitális Bölcsészeti Központjának vezetője, koncepciójának kidolgozója.
2021 végétől a Magyar Nemzeti Levéltár munkatársa.

## MTMT publikációs lista
Publikációs listája az MTMT-ben.

## Művei
- Kicsi hűség (regény), Napkút kiadó, 2021